# 意見封事
意見封事（いけんふうじ）とは、律令制において官僚が天皇の詔に応え、密封のうえ自らの見解を上奏した政治意見書。養老令公式令65条（「陳意見」）にその規定がある。

## 概要
意見封事とは、時局の政治の得失について、天皇の勅に応じて提出された密封の意見書であり、提出意見は、提出者の官位および姓名を切除して採否を検討するため公卿のあいだで全条にわたって審議され、採用する条文に関してはその理由を付して上奏された。
古い例としては奈良時代の孝謙天皇の天平勝宝3年(751年）、5位以上の官僚、師位以上の仏僧に出された封事がある。
また、『続日本紀』によれば、淳仁天皇の天平宝字3年（759年）5月に出された、5位以上の官人、師位以上の僧侶に対する意見提出の勅に対しては、石川年足による格式、文屋智努および僧慈訓による諸寺院の正月悔過、氷上塩焼による皇親時服、山田古麻呂（山田古麿）による諸役免にかかわる意見封事が上奏され、各意見はすべて裁可を受け、実施に移された。。『類聚三代格』には、普照の意見として、京城付近の道路に果樹を植え、街路樹とする意見が採択されたことも掲載されている。
平安時代、三善清行が延喜14年（914年）に醍醐天皇に提出した「意見封事十二箇条」が最も有名な意見封事である。この封事は、三善清行が備中国の国司としての経験に基づいて国家財政窮乏の実態とその原因などを忌憚なく述べ、講ずるべき対策を論じたもので、律令体制行きづまりの様相を示した重要な史料となっている。当時、偽籍が横行して農民の逃亡や浮浪が常態化して地方政治は疲弊しきっていた。耕作者不明となった田地は、大寺社や有力貴族の荘園となり、財政も逼迫した。班田収授は延喜2年（902年）を最後にして行なわれなくなり、醍醐天皇は延喜の荘園整理令を発したものの目立った成果は上がらなかった。三善清行は、こうした苦境の対策として、人口の再調査と正確な班田の励行、余った土地の公地化とその賃租、さらに賃租利益による財政補填を説いた。内容のみならず、文章叙述も見事なものである。
村上天皇の天徳元年12月27日（958年1月19日）に右少弁菅原文時によって提出されたのが「意見封事三箇条」である。この封事は、天徳元年7月27日の天皇の意見封事を求める綸旨に対して出されたものである。提案内容は、贅沢の禁止、売官の禁止、鴻臚館の復活の3条であった。
意見封事は律令制においてしばしば執り行われたが、10世紀の末ころからしだいに形骸化し、その意義は失われていった。